# Tryumf (herb szlachecki)
Tryumf (Krejc, Creitz, Tryumf I) – polski herb szlachecki z nobilitacji.

## Opis herbu
Opis z wykorzystaniem klasycznych zasad blazonowania:
Na tarczy dwudzielnej w słup, w polu prawym, srebrnym, słup czarny; pole lewe w słup, w polu prawym, czerwonym, pstrąg srebrny, w polu lewym, srebrnym, pstrąg czerwony. Klejnot nieznany. Labry z prawej czarne, podbite srebrem, z lewej czerwone, podbite srebrem.

## Najwcześniejsze wzmianki
Nadany Filipowi i Melchiorowi Creitzom 28 lutego 1595. Herb powstał przez dodanie do herbu rodowego Krejc herbu Wadwicz

## Etymologia
Według Józefa Szymańskiego, nazwa Tryumf jest przezwiskowa.

## Herbowni
Ponieważ herb Tryumf był herbem własnym, prawo do posługiwania się nim przysługuje tylko jednemu rodowi herbownemu:
Krejc (Creitz, Krejcz, Kreutzen).